# Marko Ivan Rupnik
Marko Ivan Rupnik (Zadlog, municipio de Idrija, Eslovenia, 28 de noviembre de 1954) es un sacerdote católico exjesuita, artista, teólogo y escritor que se ha hecho famoso como mosaista de numerosas iglesias, como en la capilla Redemptoris Mater del Palacio Apostólico de la Ciudad del Vaticano, en la iglesia de San Giovanni Rotondo, los santuarios de Fátima y Lourdes, en la catedral de la Almudena de Madrid, en la capilla del obispado de Tenerife o en la cripta de la Catedral de Santo Domingo de la Calzada.

## Biografía
En 1973 ingresó en la Compañía de Jesús. Después de haber estudiado filosofía en Liubliana, se matriculó en 1977 en la Academia de Bellas Artes de Roma, donde terminó sus estudios en 1981. Después continuó con estudios de teología en la Universidad Gregoriana de Roma especializándose en misionología con la tesis "Vasili Kandinski como acercamiento a una lectura del significado teológico del arte moderno a la luz de la teología rusa". Es ordenado sacerdote en 1985. De 1987 a 1991 vivió en Gorizia en el Centro "Stella Matutina" de los jesuitas, donde trabajó sobre todo entre los jóvenes. En 1991 obtuvo el doctorado en la Facultad de Misionología en la Gregoriana con una tesis dirigida por Tomáš Špidlík sobre "El significado teológico misionero del arte en los ensayos de Vjačeslav Ivanovič Ivanov".
Desde septiembre de 1991 y hasta 2023, reside y trabaja en Roma en el Pontificio Instituto Oriental - Centro Aletti del que es director. Es profesor en la Pontificia Universidad Gregoriana y el Pontificio Ateneo de San Anselmo. En 1995, el papa Juan Pablo II lo llamó para ser director del Taller de arte espiritual del Centro Aletti. El Taller es un entorno en el que el arte y la fe se unen para la creación artística, donde un grupo de artistas cristianos de diferentes iglesias, viven y trabajan juntos, profundizando al nivel teórico y práctico las relaciones entre el arte y el espacio litúrgico, sobre la base de la memoria de la tradición iconográfica de las Iglesias de Oriente y Occidente, porque solo entonces, se puede conocer y dar testimonio de Cristo de manera más plena.
Desde 1999 es consultor del Pontificio Consejo de la Cultura. Por su labor cultural, ha recibido altos premios eslovenos e internacionales, como el “France Prešeren” en el 2000, el más alto reconocimiento cultural de la República Eslovena, el "Signo de honor de la Libertad de la República de Eslovenia" en el 2002 o el premio internacional europeo "Beato Angélico" en 2003.

### Acusaciones de abusos
El 1 de diciembre de 2022, el portal Silere non possum anunció que el jesuita se había sometido a un proceso canónico y había sido acusado de abusos psicológicos, espirituales y físicos por algunas de sus hijas espirituales. Al día siguiente, la Compañía de Jesús emitió un comunicado en el que confirmaba que el proceso había sido instruido por el Dicasterio para la Doctrina de la Fe (DDF) y había concluido con la prescripción de los delitos imputados. Los presuntos abusos sexuales se habrían cometido a inicios de los 90, en la institución de religiosas Comunidad Loyola en Eslovenia, de la cual Rupnik había sido cofundador. Hans Zollner, sacerdote jesuita experto en lucha contra los abusos y miembro de la Comisión Pontificia para la Protección de Menores, afirmó a Reuters que dichos abusos podrían haber sido conocidos por los jesuitas al menos desde 1998, año en que se habría recibido la denuncia de una religiosa. La Compañía de Jesús añadió que «el Dicasterio para la Doctrina de la Fe recibió una denuncia en 2021 contra el P. Marko Ivan Rupnik S.J. en cuanto a su forma de ejercer el ministerio. No hubo menores involucrados». Tras la investigación preliminar, el DDF «determinó que los hechos en cuestión debían ser considerados prescritos y por lo tanto cerró el caso a principios de octubre de este año 2022», aunque la Compañía de Jesús adoptó medidas cautelares contra Rupnik, que incluyen la «prohibición del ejercicio del sacramento de la confesión, de la dirección espiritual y del acompañamiento de los Ejercicios Espirituales». También se le prohibió «ejercer actividades públicas sin el permiso de su superior local».
Además, el superior de la Compañía de Jesús, el padre Arturo Sosa, confirmó que Marko Rupnik fue excomulgado, aunque la pena le fue retirada en mayo de 2020, como se indicó luego. Rupnik incurrió en excomunión automática, conocida como latae sententiae, al haber confesado a una mujer con la que había mantenido relaciones sexuales. El decreto de absolución papal habría llegado tras reconocer el propio Rupnik los hechos —fue acusado de abusar sexualmente de al menos nueve religiosas— y arrepentirse de los mismos. Fue expulsado de la Compañía de Jesús el 15 de junio de 2023 por no haber respetado las restricciones que se le impusieron.

## Trayectoria artística
Ha participado en distintas exposiciones colectivas e individuales como, entre otras, en Roma, Milán y Baltimore en 1979, en Cleveland y Liubliana en 1980, Trieste en 1988, Klagenfurt en 1991, San Petersburgo en 1996, Brno y Olomouc en 1997 o Genzano en 2002.
Tiene obras en diversos países de Europa, Próximo Oriente (Siria y Líbano) y América (Estados Unidos y Brasil).
En 1999 concluyó con el Taller de arte del Centro Aletti la renovación del mosaico de la capilla Redemptoris Mater, en el Palacio Apostólico de la Ciudad del Vaticano, que la había encargado Juan Pablo II.
En España comenzó su prolífica andadura mosaística en la Catedral de Santa María la Real de la Almudena en Madrid, en 2005 con su sacristía, en 2006 con su sala capitular o su obra más valorada, en 2011, de la capilla del Santísimo. También en Madrid, la capilla del hospital de la Beata María Ana de Jesús (2007), la capilla de la Universidad CEU San Pablo (2009) y la capilla de la Sucesión Apostólica en la Conferencia Episcopal Española (2011).
En Betanzos, la capilla del Centro Pai Menni (2010), en Gijón, la capilla del Santísimo en la Iglesia de San Pedro (2012), en San Cristóbal de La Laguna, la capilla de la sede del Obispado de Tenerife (2010), en Valladolid, en la capilla del Hospital Benito Menni (2010), en Zaragoza, en la iglesia de Santa María Madre de la Iglesia (2011), en Guadalajara, la Iglesia de El Salvador (2018) y en Manresa, el  Santuario de la Cueva de San Ignacio (2021).
En Francia su obra musiva destaca en la basílica del Rosario en el Santuario de Lourdes (2007), en Portugal, en el nuevo santuario de la Santísima Trinidad en Fátima (2007) o en Italia, en la iglesia de San Pio de Pietrelcina de San Giovanni Rotondo (2009).

## Distinciones y premios
- Doctor honoris causa por la Universidad Francisco de Vitoria[9]